# IBM 729

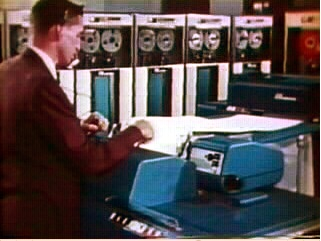
Набір накопичувачів IBM 729.

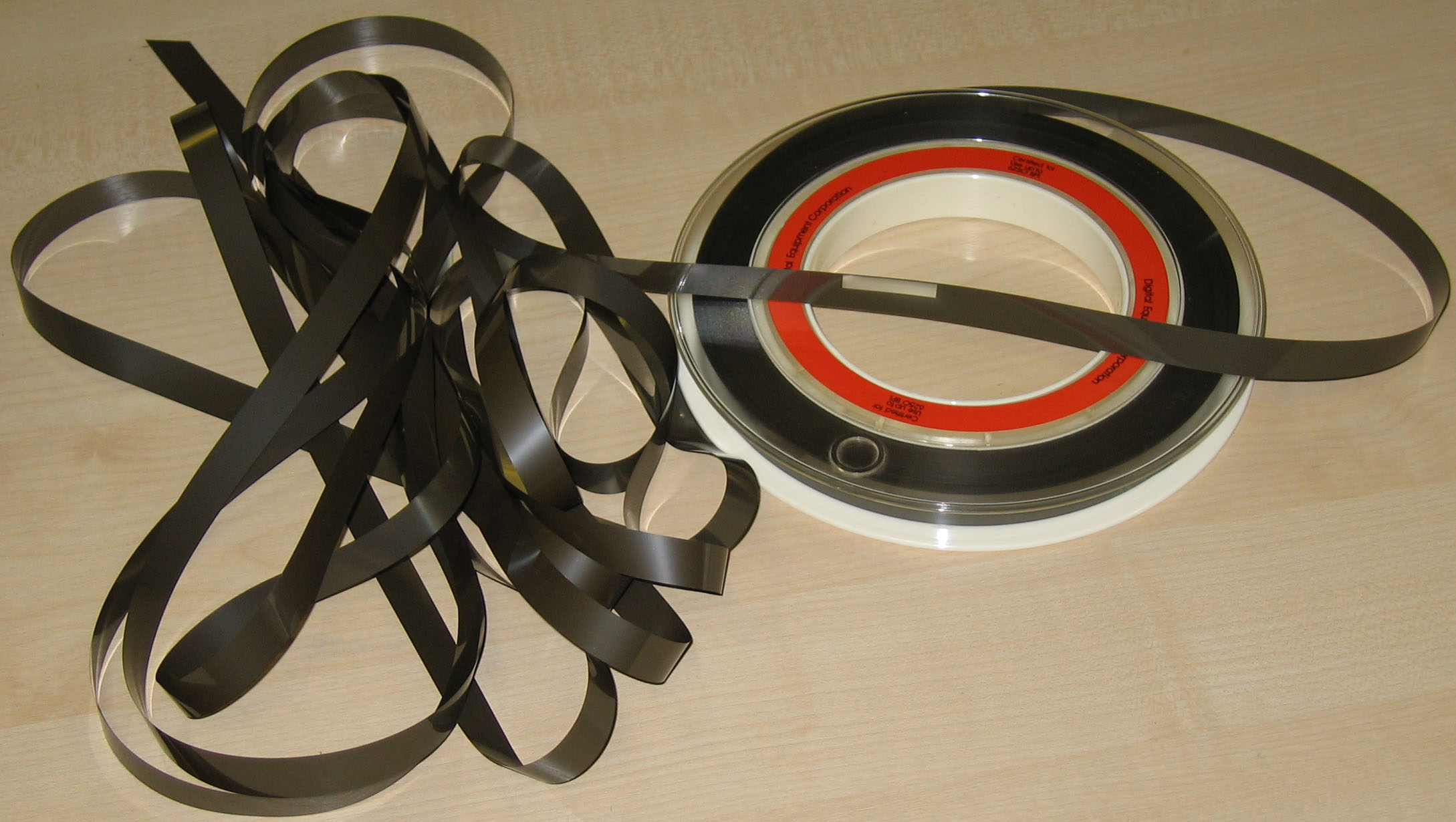
Котушка магнітної стрічки, видно маркер початку.

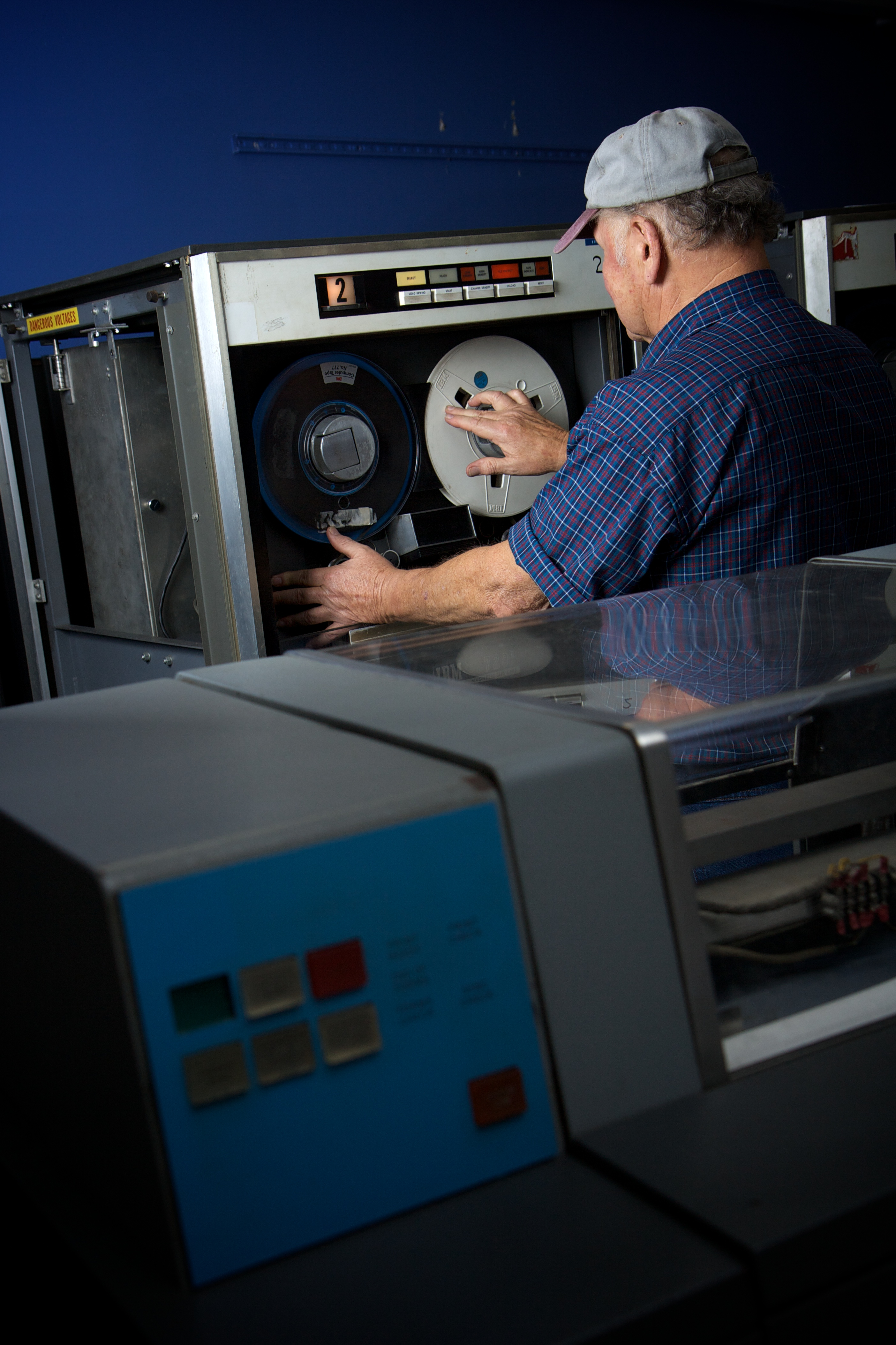
Відновлення і налагоджування приводу IBM 729 у Музеї комп'ютерної історії, проект відновлення комп'ютера IBM 1401. Оператор встановлює магнітну стрічку у привід, притримуючи її початок на приймальній котушці і провертаючи котушку на кілька обертів, щоб закріпити стрічку. На передньому плані — лінійний принтер IBM 1403.

IBM 729 Magnetic Tape Unit — 7-доріжковий накопичувач на магнітній стрічці фірми IBM, що отримав широке розповсюдження наприкінці 1950-х і у 1960-х роках. Використовувався з серіями комп'ютерів IBM 700/7000 і багатьма машинами серії IBM 1400.
Накопичувач, як і його попередник IBM 727, використовував півдюймову (12,7 мм) магнітну стрічку на котушках діаметром до 10 з половиною дюймів (267 мм), максимальна довжина стрічки на котушці була 2400 футів (730 метрів). Задля амортизації, плавності ходу стрічки і досягнення високого прискорення на початку руху стрічки, накопичувач мав два вакуумних стовпчики. Захист від запису (тобто режим «лише для читання») реалізовувався за допомогою спеціального знімного пластмасового кільця на зворотному боці котушки.

## Формат даних
Стрічка має 7 паралельних доріжок, шість для даних і одну для контролю парності. Стрічки з символьними даними у двійково-десятковому форматі (BCD) записуються у режимі парного, а двійкові стрічки — непарного контролю. До початку і кінця стрічки приклеюються спеціальні алюмінієві ракорди. Між блоками даних (англ. records) присутні проміжки у 3/4 дюйма — це дозволяє механізму зупинити рух стрічки після закінчення блоку.
Початкова швидвість стрічки становила 75 дюймів (2,95 м) за секунду, а щільність запису — 200 символів на дюйм, що забезпечувало швидкість запису-читання до 120 кілобіт за секунду.
Пізніші моделі 729 збільшили густину до 556 і 800 символів на дюйм (швидкість передавання — 480 кілобіт/с).
При густині 200 символів/дюйм на одну котушку ємністю 2400 футів можна записати близько 50 000 перфокарт (близько 4 мільйонів 6-розрядних символів, або 3 мегабайти).
Наступником пристроїв 729 стали 9-доріжкові накопичувачі, що були представлені у рамках серії комп'ютерів IBM System/360.

## Модельний ряд

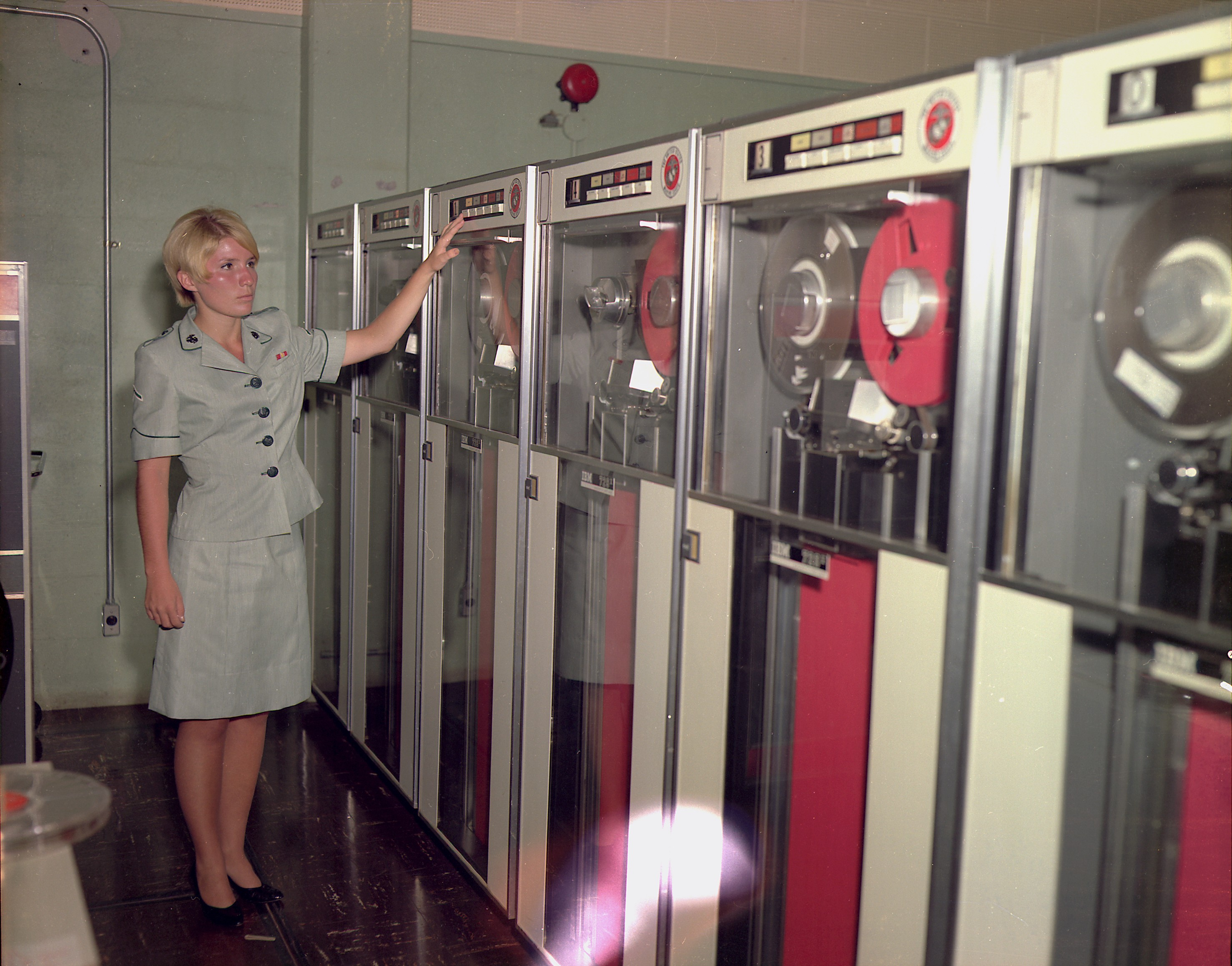
Оператор Патрісія Барбо біля накопичувача IBM 729. Кемп-Сміт, Гаваї, 1969 рік

- 729 I: Представлені для машин IBM 709 і IBM 705 III, зовнішній вигляд ідентичний до IBM 727, елементна база — електровакуумні лампи. Головне вдосконалення у порівнянні з 727 — наявність спеціальної голівки і схеми контролю запису.
- 729 II: Представлені для серії IBM 700/7000. Нове оформлення корпусу, схема на транзисторах. Підтримували щільність 200 і 556 символів на дюйм.
- 729 III: Підвищена швидкість стрічки (до 112,5 дюймів/с), щільність 556 символів/дюйм.
- 729 IV: Швидкість 112,5 дюймів/с, щільність 200 або 556 символів/дюйм.
- 729 V: Висока щільність (800).
- 729 VI: Висока швидкість (112.5), висока щільність (800). Представлені у вересні 1961-го.[2]

## Посилання

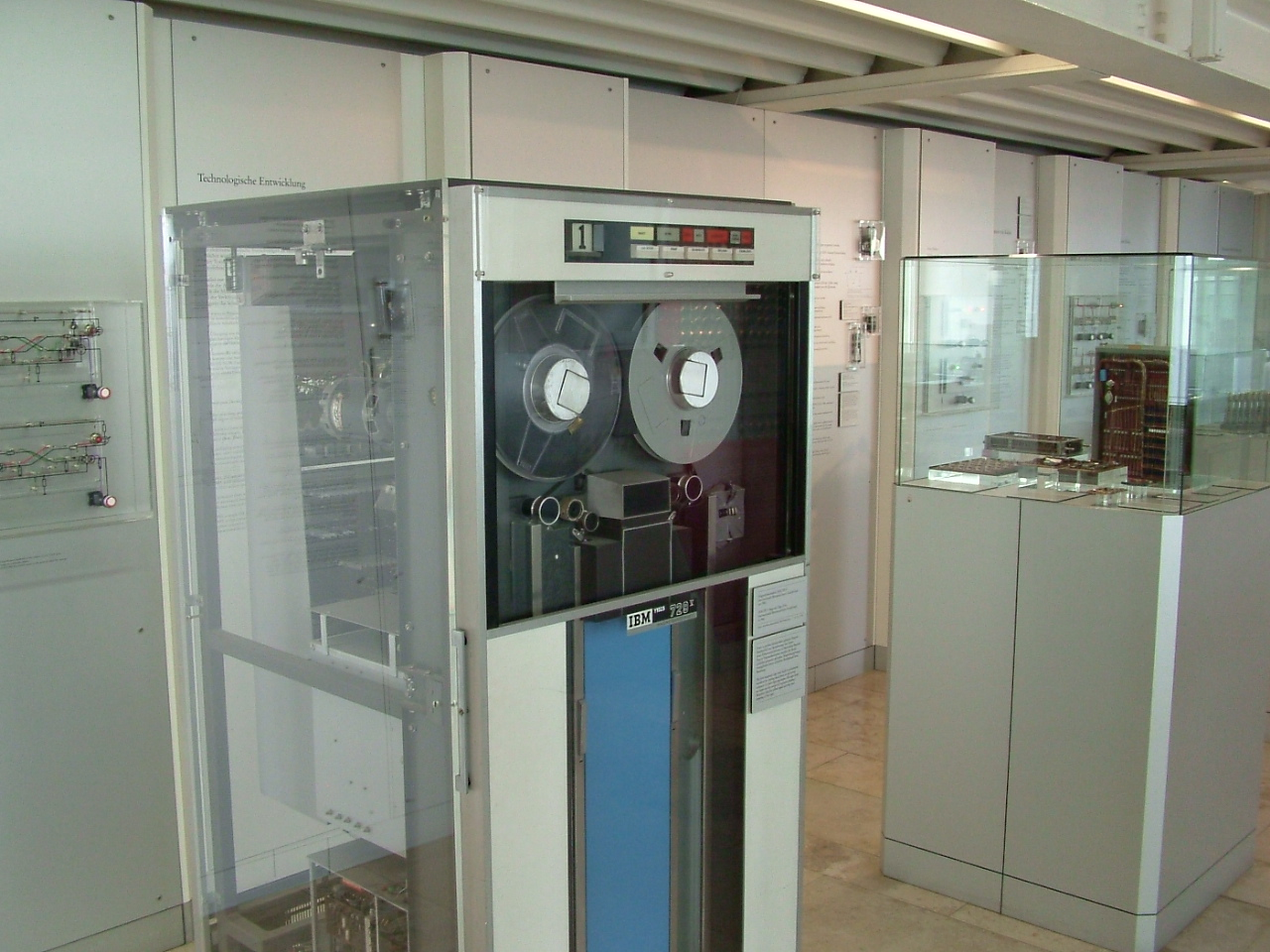
IBM 729 V у Deutsches Museum, Мюнхен
Пристрої IBM 729 у Computer History Museum (CHM)
IBM 729, вигляд збоку зі знятою кришкою
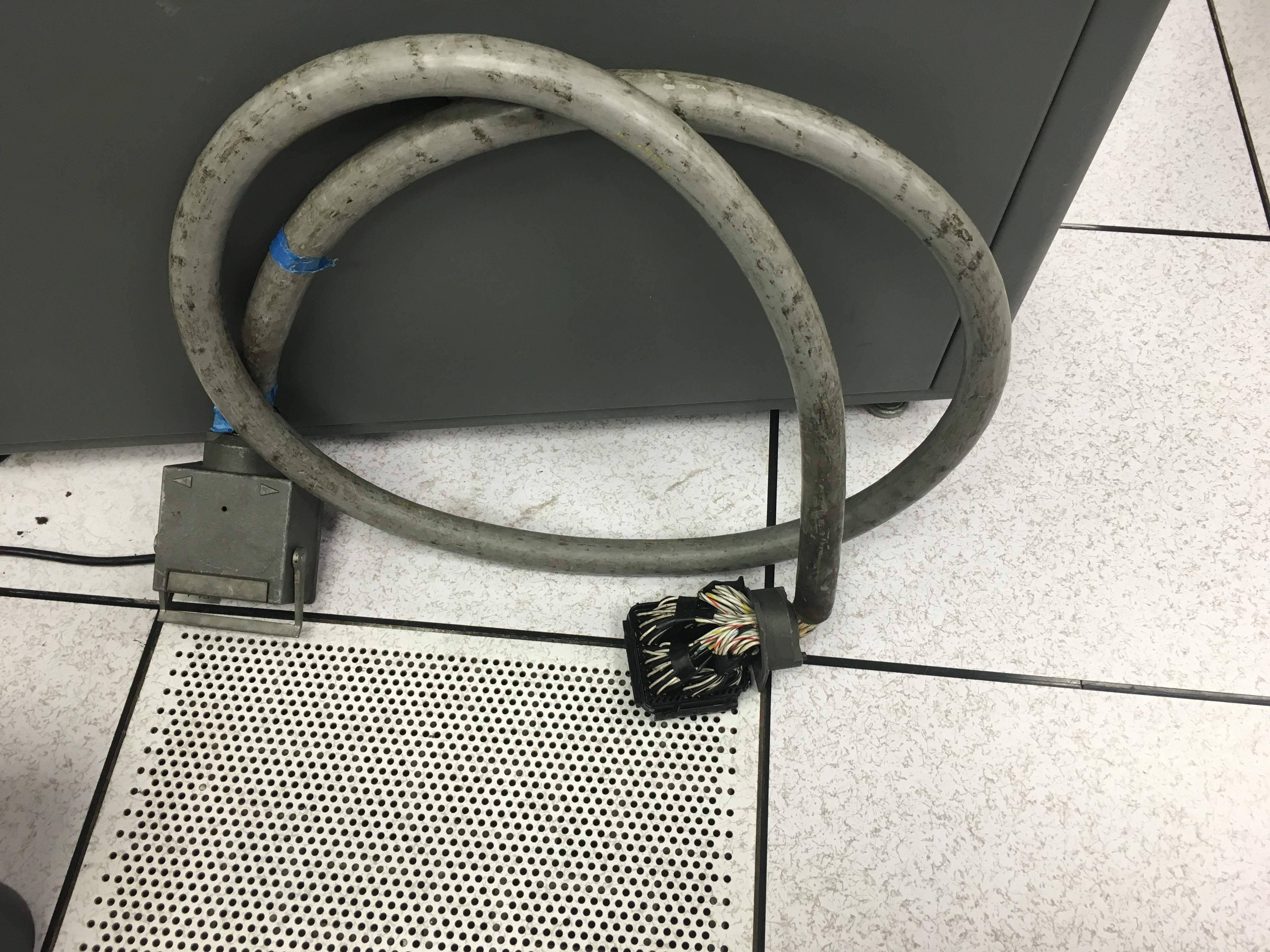
Кабель, за допомогою якого накопичувачі IBM 729 під'єднуються один до одного і до комп'ютера IBM 1401, музей CHM